# 大众乡
大众乡，是中华人民共和国黑龙江省齐齐哈尔市拜泉县下辖的一个乡镇级行政单位。

## 行政区划
大众乡下辖以下地区：
大众村、永合村、勤俭村、自爱村、长征村、福民村、福顺村和共同村。